# Praia de Mónsul
A Praia de Mónsul (em castelhano: Playa de Mónsul), também conhecida como Enseada de Mónsul (em castelhano: Ensenada de Mónsul), é uma praia localizada a 4 km a sudoeste do município de San José, na costa da província de Almería, no sudeste da Andaluzia, Espanha. É uma das praias mais famosas e reconhecidas de Espanha e é uma popular área de lazer.

## Descrição
A Praia de Mónsul tem 300 m de comprimento e 45 m de largura com uma rocha distinta no meio da praia. Está localizado no Parque Natural do Cabo de Gata-Níjar, que é a última área quase preservada da costa mediterrânea da Andaluzia. A praia está rodeada pela Serra do Cabo de Gata, que se encontra maioritariamente inserida no parque natural. O Pico de los Frailes, com 493 m de altura, o pico mais alto da Serra do Cabo de Gata, é visível da praia. A praia é constituída maioritariamente por rocha vulcânica escura e areia, tal como o resto da serra de origem vulcânica, que cobre a maior parte do parque natural. Devido ao clima desértico, a área possui apenas vegetação esparsa.
Devido ao seu relativo afastamento e topografia difícil, a área foi poupada do desenvolvimento turístico. Um movimento ambientalista esteve activo numa fase inicial, o que em 1984 impediu com sucesso um projecto de desenvolvimento na Praia de Mónsul. Com a criação do Parque Natural do Cabo de Gata-Níjar em 5 de dezembro de 1989, toda a área passou a ser protegida e todo o desenvolvimento proibido.

## Locação do filme
Uma cena de Indiana Jones e a Última Cruzada (1989) foi filmada nesta praia, na qual Henry Jones Sr. (interpretado por Sean Connery) causou a queda de um caça da Luftwaffe ao assustar um bando de gaivotas com um guarda-chuva.
Outros filmes rodados na praia são Antônio e Cleópatra (1972), A História Sem Fim (1984), As Aventuras do Barão Munchausen (1988) e Fale com Ela (2002).